# 环氧司坦
环氧司坦（开发代号：WIN-32729）是一种含氮有机化合物，分子式C22H31NO3，作为3β-羟基类固醇脱氢酶的酶抑制剂开发，从未上市销售。